# Miguel Ángel Ayala
Miguel Ángel Ayala Valladares (Talca, Chile, 26 de julio de 1981) es un exfutbolista chileno, que se desempeñaba en la posición de defensa y su último club fue Deportes Linares.

## Clubes
| Club                | País  | Año       |
| ------------------- | ----- | --------- |
| Curicó Unido        | Chile | 2001-2003 |
| Deportes Linares    | Chile | 2003      |
| Rangers             | Chile | 2004-2006 |
| Deportes Concepción | Chile | 2007      |
| Municipal Iquique   | Chile | 2007-2010 |
| Rangers             | Chile | 2011      |
| Unión Temuco        | Chile | 2012      |
| Deportes Concepción | Chile | 2013-2014 |
| Santiago Morning    | Chile | 2014-2015 |
| Deportes Linares    | Chile | 2015-2016 |

## Palmarés
| Título     | Club              | País  | Año  |
| ---------- | ----------------- | ----- | ---- |
| Primera B  | Municipal Iquique | Chile | 2010 |
| Copa Chile | Municipal Iquique | Chile | 2010 |